# Salvatore Puglisi Cosentino
Salvatore Puglisi Cosentino (Acireale, 3 agosto 1917 – Acireale, 2 gennaio 1994) è stato un imprenditore italiano.

## Biografia
Nato in una cospicua famiglia della nobiltà cittadina acese, proprietaria di vasti fondi agricoli, negli anni trenta, alla morte del padre, dovette abbandonare gli studi universitari ed occuparsi della loro gestione ed amministrazione.
Nel corso dei primi anni quaranta, Puglisi Cosentino iniziò l'attività di allevatore con l'acquisto di numerosi bovini da latte. Nel 1958 fondò la Siciliana Latte S.p.A., la cui attività consisteva nella sterilizzazione ed imbottigliamento del latte proveniente dai suoi allevamenti, che si svolgeva alla Centrale del Latte di Catania in zona di Canalicchio.. Tra gli anni settanta-ottanta, la sua azienda - nel frattempo passata in mano al figlio Alfio - nota con il marchio Sole, cominciò ad espandersi attraverso la creazione di nuovi stabilimenti in Sicilia e l'acquisizione di imprese lattiero-casearie del Centro e del Nord Italia; divenuta dapprima Gala Italia S.p.A., divenne una delle maggiori aziende agroalimentari a livello nazionale. 
Oltre che nel settore agroalimentare, Puglisi Cosentino controllava attività in altri settori; nel 1956, assieme a Domenico Sanfilippo - editore de La Sicilia - fondò il quotidiano catanese Espresso Sera, di cui fu comproprietario fino a metà anni sessanta, quando l'intero pacchetto azionario venne rilevato dal Sanfilippo. Dal 1958 guidò la Società Regionale Idrominerale S.p.A. - società a capitale misto di cui era azionista assieme alla Regione Sicilia e la Camera di Commercio di Catania - attiva nella produzione di acqua minerale commercializzata con il marchio Pozzillo.
Puglisi Cosentino diede inoltre sostegno economico alle società sportive della sua città, come l'Acireale Calcio, la Pallamano Acireale e la Polisportiva Pozzillo Acireale (squadra di pallanuoto).